# Empire International Pictures
Empire International Pictures a fost o companie americană de distribuție de filme la scară mică, care a fost fondată în 1983 de Charles Band, ca răspuns la nemulțumirea modului în care filmele sale au fost distribuite de alte companii de filme în timp ce a produs filme sub sigla Charles Band International Productions.
Compania a produs și distribuit o serie de lungmetraje de groază și fantastice cu buget redus, inclusiv Trancers și The Dungeonmaster. Printre filmele remarcabile ale companiei Empire se numără Re-Animator, From Beyond, Trancers, Dolls, TerrorVision, Prison, Troll și Ghoulies.

## Istorie

### Primii ani (1983-1984)
Simțind dezvoltarea unei piețe emergente pentru filme de groază și științifico-fantastice produse independent, producătorul Charles Band a optat pentru crearea unui mini-studio care a rivalizat cu sistemul de studiouri al marilor companii de la Hollywood. Prima mențiune a numelui Empire Pictures a fost în mai 1983 la Cannes, când Band a căutat finanțare pentru Parasite II, o continuare propusă pentru filmul său de succes, Parasite, din anul precedent.
Producțiile inițiale Empire Pictures au inclus Swordkill (aka Ghost Warrior ) și The Dungeonmaster, care au avut ambele premiere cinematografice limitate în 1984.

### Succes la box office (1985–1986)
Primul succes la box-office al companiei Empire a fost la începutul anului 1985 odată cu lansarea filmului Ghoulies. Lansat pe mai multe piețe importante, filmul a avut încasări de 3.455.018 dolari americani până în februarie 1985; la lansarea sa în New York filmul a încasat peste 1 milion de dolari doar în acest oraș, în primul său weekend. Acest succes cinematografic a deschis o ușă companiei pentru a prezenta în cinematografe viitoarele sale filme de succes care au devenit filme idol: Trancers și Re-Animator.

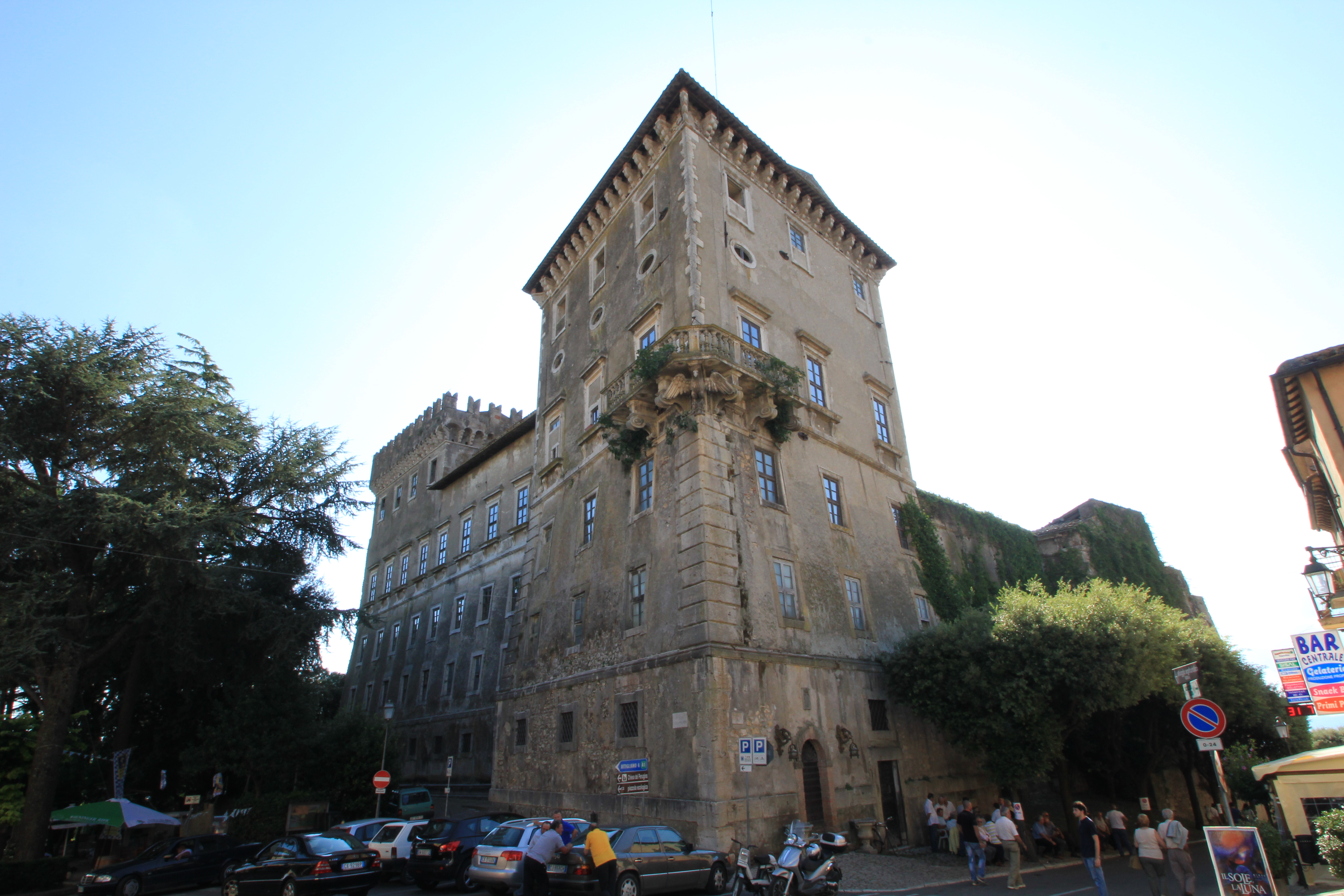
Castello di Giove

Având suficienți bani, Band a cumpărat Castello di Giove, un castel din secolul al XII-lea situat în Giove, Italia. Intenția sa a fost de a folosi castelul ca bază europeană de operațiuni și ca loc de filmări. În această perioadă, Band a cumpărat, de asemenea, Dino de Laurentiis Cinematografica, studioul fondat de Dino De Laurentiis în 1946, pentru o presupusă valoare de 20.000.000 de dolari americani.
În 1986 a apărut cea mai mare producție a companiei în ceea ce privește lansările cinematografice, odată cu Eliminators, From Beyond, TerrorVision și Troll. Acesta din urmă s-a dovedit a fi cel mai mare succes al companiei Empire în acel an, încasând 5.450.815 de dolari americani atunci când a fost lansat în aproape 1.000 de cinematografe.

### Faliment (1987–1989)
Cu un studio securizat în Italia, în 1987, compania a crescut semnificativ cantitatea de producție. Empire a apărut pe piața americană de film în februarie 1987, promovând 36 de noi lansări pentru a le oferi companiilor. Titlurile produse în acest timp au inclus Dolls, Ghoulies II, Prison și Robot Jox. De asemenea, Empire și-a redus atenția asupra distribuției cinematografice a produselor sale după încheierea unui acord de distribuție pe VHS cu Vestron Video.
Empire Pictures a început să se prăbușească la mijlocul anului 1988 din cauza problemelor financiare și a obligațiilor pe termen lung față de Crédit Lyonnais. Odată ce a devenit clar că Empire nu poate rezista, compania a suferit un sechestru bancar și a fost preluată în mai 1988 de Metro-Goldwyn-Mayer (mai târziu Epic Productions), compania lui Eduard Sarlui. Acest lucru a făcut ca lansarea unor titluri în producție, cum ar fi Robot Jox, Arena și Catacombs, să fie amânată cu câteva ani. În toamna lui 1988, Band a format o altă companie, Full Moon Entertainment, specializată de asemenea în filme de groază și fantastice.
Ascensiunea studioului și prăbușirea sa ulterioară sunt descrise pe larg în cartea Empire of the B's: The Mad Movie World of Charles Band care a fost scrisă de Dave Jay, Torsten Dewi și Nathan Shumate. Povestea este, de asemenea, subiectul viitorului documentar Celluloid Wizards in the Video Wasteland (2021?) regizat de Daniel Griffith. În 2017, MGM, prin intermediul Polygram Entertainment, este actualul proprietar al majorității producțiilor Empire Pictures.

## Filmografie parțială
- The Alchemist (1983)
- The Dungeonmaster (1984)
- Ghost Warrior (1984)
- Trancers (1984)
- Ghoulies (1985)
- Re-Animator (1985)
- Savage Island (1985)
- Underworld (1985)
- Walking the Edge (1985)
- Zone Troopers (1985)
- Breeders (1986)
- Crawlspace (1986)
- Dreamaniac (1986)
- Eliminators (1986)
- From Beyond (1986)
- Necropolis (1986)
- Rawhead Rex (1986)
- Robot Holocaust (1986)
- Troll (1986)
- TerrorVision (1986)
- Vicious Lips (1986)
- The Caller (1987)
- Creepozoids (1987)
- Dolls (1987)
- Enemy Territory (1987)
- Mutant Hunt (1987)
- The Princess Academy (1987)
- Ghoulies II (1987)
- Prison (1987)
- Valet Girls (1987)
- Assault of the Killer Bimbos (1988)
- Buy & Cell (1988)
- Catacombs (1988)
- Cellar Dweller (1988)
- Ghost Town (1988)
- Pulse Pounders (1988)
- Sorority Babes in the Slimeball Bowl-O-Rama (1988)
- Transformations (1988)
- Arena (1989)
- Deadly Weapon (1989)
- Intruder (1989)
- Robot Jox (1989)
- Spellcaster (1991)